# Calanthe argenteostriata
Calanthe argenteostriata  es una especie de orquídea de hábito terrestre originaria  de Asia.

## Descripción
Es una orquídea de tamaño pequeño a grande, con creciente hábito terrestre o litofita con pseudobulbos cónicos que llevan hojas plegadas, ovadas, con rayas plateadas  de color verde oscuro. Florece en una inflorescencia erecta, basal, de 60 cm  de largo, con 10 + flores que aparecen en la primavera.

## Distribución y hábitat
Se encuentra en el sureste de China y Vietnam en los bosques de hoja ancha, perenne,s bosques húmedos primarios, en las grietas húmedas, en las laderas empinadas de sombra y en regiones kársticas de piedra caliza en las elevaciones de 100 a 1600 metros. 

## Taxonomía
Calanthe argenteostriata fue descrita por C.Z.Tang & S.J.Cheng y publicado en Orchid Review 89: 144, f. 121. 1981.
Etimología
Ver: Calanthe
argenteostriata epíteto latíno que significa "con estrías plateadas".